# راجول
بلدية راجول (بالإسبانية: Rágol)‏, هي بلدية تقع في مقاطعة المرية. جنوب شرق إسبانيا. يبلغ عدد سكانها 367 نسمة.

## وصلات خارجية
- (بالإسبانية)